# Parlamenten Kívüli Ellenzék
Az Ausserparlamentarische Opposition (magyarul Parlamenten Kívüli Ellenzék, vagy ismert német rövidített nevén APO) politikai mozgalom volt Nyugat-Németországban az 1960-as évek végén és az 1970-es évek elején, a német diákmozgalom középpontja.
Tagsága többnyire olyan fiatalokból állt, akiket kiábrándított Németország Szociáldemokrata Pártja (SPD) és a Kereszténydemokrata Unió (CDU) nagykoalíciója, amely 95%-os többséggel rendelkezett a Bundestagban. Tiltakoztak a náci múltú Kurt Georg Kiesinger kancellár kormányzása ellen. 
Az APO leghíresebb tagja és nem hivatalos vezetője Rudi Dutschke volt.

## Radikális csoportok
Az APO-aktivisták egy radikális csoportja (Andreas Baader, Gudrun Ensslin és mások) illegális földalatti mozgalmat hoztak létre Vörös Hadsereg Frakció (Rote Armee Fraktion, RAF) néven. A terrorszervezet bankrablásokból, emberrablásból élt meg. A RAF-on kívül még jelentős földalatti szervezet volt a RZ (Forradalmi sejtek, Revolutionären Zellen) és a Rote Zora.[forrás?]

## Lásd még
- Frankfurti iskola
- Szövetség ’90/Zöldek